# 静岡屠場
静岡屠場株式会社（しずおかとじょう）は、かつて静岡県安倍郡大里村川辺（現・静岡市）に存在した屠殺会社。

## 概要
静岡市安西1丁目狩野作次郎は元安倍郡だった安西外新田に於いて屠畜場を経営し、1901年（明治34年）10月18日に許可を得た。当時屠畜の数は極めて僅少で1ケ年200頭以内だったが、世運の進歩に伴い肉食をする者が次第に増加し、1908年（明治41年）には1000余頭の家畜を屠るに至るが、屠場の設備が不完全だったため遂に廃場した。
狩野作次郎ほか2名が発起となり株式組織の屠場が1909年（明治42年）に静岡県安倍郡大里村川辺に設立された。会社の目的は屠殺業。資本金は1万円。

## 役員

### 『日本全国諸会社役員録 明治43年』
- 取締役・澤田惣八、狩野作次郎、大石熊太郎、大石乙次郎、山下銀蔵、大村晴吉[5]
- 監査役・稲木亀次郎、中村一郎、由比藤賢作[6]

### 『日本全国諸会社役員録 明治44年』
- 取締役・澤田惣八、狩野作次郎、大石熊太郎、大石乙次郎、山下銀蔵[6]
- 監査役・稲木亀次郎、由比藤賢作[6]

### 『帝国銀行会社要録 附・職員録 大正10年』
- 取締役・澤田惣八、狩野作次郎、大石乙次郎、山下銀蔵、萩原佐吉[4]
- 監査役・稲木亀次郎、狩野金蔵[4]